# Verrallina yerburyi
Verrallina yerburyi är en tvåvingeart som först beskrevs av Edwards 1917.  Verrallina yerburyi ingår i släktet Verrallina, och familjen stickmyggor.
Artens utbredningsområde är Sri Lanka. Inga underarter finns listade.